# Ciconiidae

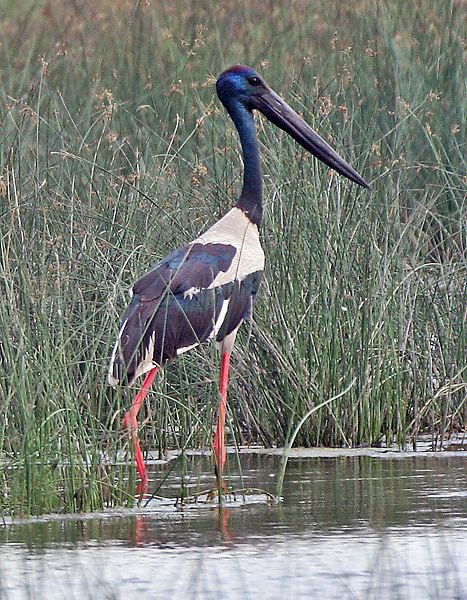
Una cigüeña de cuello negro (Ephippiorhynchus asiaticus) cerca de Hodal.

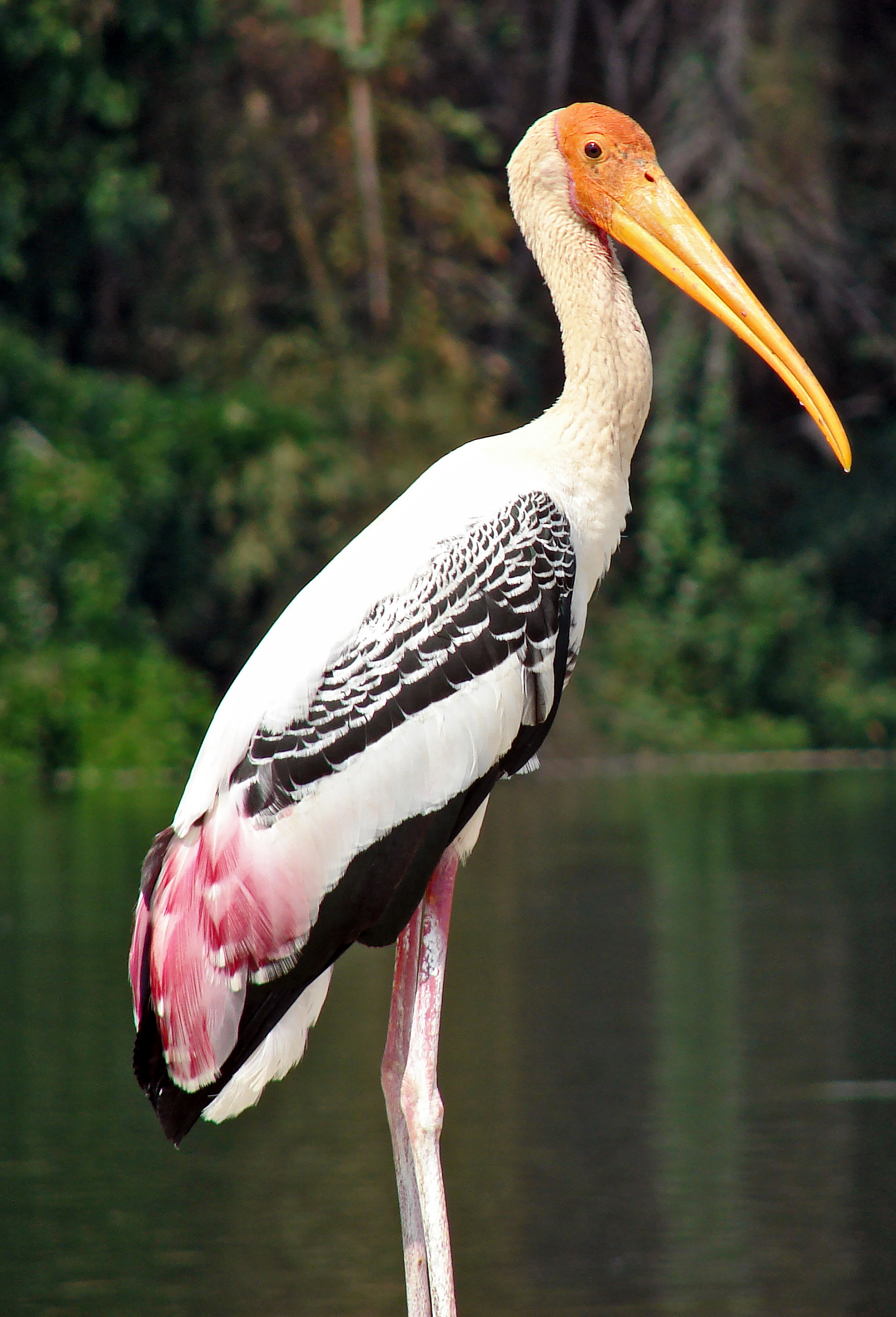
Un tántalo indio (Mycteria leucocephala).

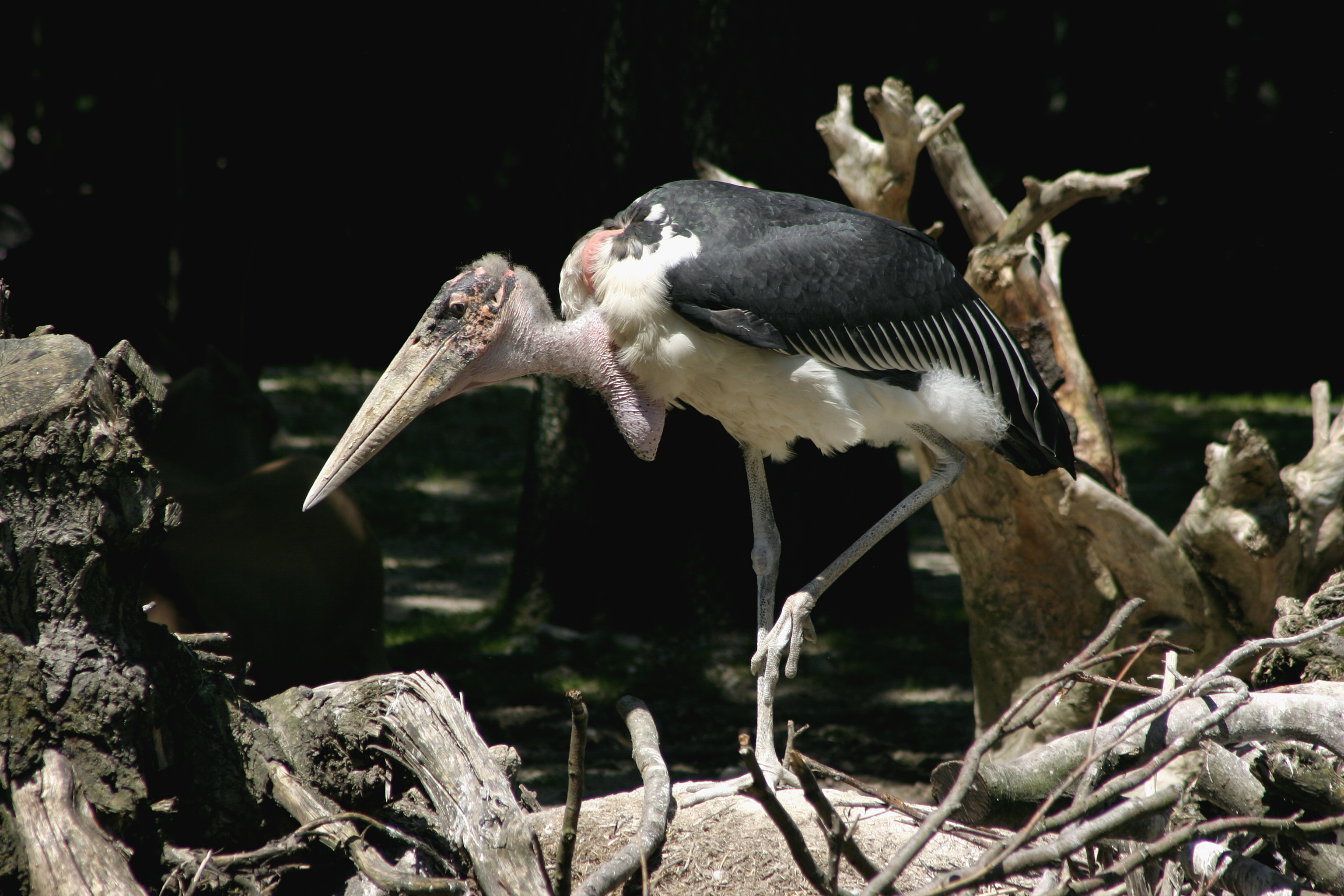
Un marabú africano (Leptoptilos crumeniferus).

Los cicónidos (Ciconiidae) son una familia de aves grandes, de patas largas, cuello largo y pico grueso pertenecientes al orden de los Ciconiiformes. Habitualmente se les conoce simplemente como cigüeñas, aunque de forma más restrictiva, este nombre solo se aplicaría a las especies del género Ciconia. La especie más conocida de la familia es, probablemente, la cigüeña blanca (Ciconia ciconia) la cual vive en Europa y migra largas distancias hasta África.
Se utilizan varios términos para referirse a los grupos de cigüeñas, dos de los más utilizados son una reunión de cigüeñas y una falange de cigüeñas.
Las cigüeñas tienden a usar elevación y vuelo planeado, lo que conserva energía. La sustentación requiere corrientes de aire térmicas. El famoso álbum de fotografías de cigüeñas de Ottomar Anschütz de 1884 inspiró el diseño de los aviones planeadores experimentales de Otto Lilienthal de finales del siglo XIX. Las cigüeñas son pesadas y tienen una gran envergadura alar: la cigüeña marabú, con una envergadura de 3,2 metros (10' 6") y un peso de hasta 8 kilogramos (18 lb), se une al cóndor andino en tener la mayor envergadura alar de todas las aves terrestres vivientes.
Sus nidos suelen ser muy grandes y pueden utilizarse durante muchos años. Se sabe que algunos nidos superan los dos metros de diámetro y los tres metros de profundidad. Antiguamente se pensaba que todas las cigüeñas eran monógamas, pero esto sólo es cierto en parte. Algunas especies pueden cambiar de pareja después de las migraciones, y también pueden migrar sin pareja.
El gran tamaño de las cigüeñas, la monogamia en serie y la fidelidad a un lugar de anidación establecido contribuyen a su prominencia en la mitología y la cultura.
Las 20 especies de cigüeñas han sido evaluadas por la UICN y tienen un estatus confiado en la Lista Roja. Sin embargo, la evaluación de varias especies se basó en suposiciones incorrectas y en una ausencia general de información sólida sobre los hábitos de las cigüeñas.

## Etimología
La palabra «cigüeña»  proviene del latín cicōnia.  Varias especies de cigüeñas se conocen con otros nombres comunes. El jabirú recibe su nombre de las palabras tupí-guaraní que significan «lo que tiene» e «hinchado», en referencia a su cuello rechoncho.  La cigüeña marabú recibe su nombre de la palabra árabe para hombre santo, murābiṭ, debido a la naturaleza sagrada percibida de la especie.  Los ayudantes reciben su nombre de ayudante, en referencia a su andar rígido y militar. 

## Sistemática
Un estudio de ADN determinó que las familias Ardeidae, Balaenicipitidae, Scopidae y los Threskiornithidae pertenecen a los Pelecaniformes. Esto convertiría a los Ciconiidae en la única familia dentro de los Ciconiiformes.
Las cigüeñas eran distintas y posiblemente estaban muy extendidas en el Oligoceno. Como la mayoría de las familias de aves acuáticas, las cigüeñas parecen haber surgido en el Paleógeno, hace unos 40-50 millones de años. Para el registro fósil de los géneros vivientes, documentado desde el Mioceno medio (unos 15 m.a.) al menos en algunos casos, véase los artículos sobre los géneros.

## Morfología
Los cicónidos suelen estar caracterizados por ser grandes aves de patas largas y a menudo una postura erecta. El pico también es largo y grande, normalmente recto, aunque no en todas las especies. La altura media de la familia oscila entre los 75 y los 150 centímetros de alto y su peso entre los 2 y los 9 kilogramos. Sus alas son largas y anchas, y vuelan con el cuello extendido a excepción del género de los leptóptilos, que lo hace retrayendo la cabeza.
Su plumaje es blanco, gris y/o negro, aunque ocasionalmente también existen especies con un plumaje rosado. Apenas existe dimorfismo sexual, aunque las hembras normalmente son algo menores que los machos. El plumaje de los jóvenes es más apagado que el de los adultos, el cual adquieren al año de vida.

## Alimento
La cigüeña blanca es carnívora: come insectos, peces, anfibios, reptiles, pequeños mamíferos y pájaros. Captura la mayor parte de la comida en el suelo, en zonas de baja vegetación y en marismas con poca agua.

## Hábitat y distribución geográfica
Frecuentemente viven en zonas húmedas, pero también se les puede observar en praderas y tierras de cultivo. Se distribuyen por las zonas tropicales y subtropicales de todos los continentes, llegando algunas especies a zonas de clima templado. Gran parte de ellas realizan movimientos migratorios.

## Reproducción
Los cicónidos son principalmente animales monógamos. Sus nidos están formados por grandes plataformas de palos, hechos en árboles o rocas, y en el caso de algunas especies, sobre construcciones humanas. 
La mayor parte de las especies ponen entre 3 y 5 huevos blancos, los cuales incuban entre 30 y 50 días, según la especie. Los polluelos permanecen en el nido de 7 a 18 semanas.

## Taxonomía
Las cigüeñas se han clasificado en 6 géneros con 19 especies en total:
Orden Ciconiiformes
- Familia Ciconiidae
  - Género Mycteria
    - Mycteria cinerea
    - Mycteria ibis
    - Mycteria leucocephala
    - Mycteria americana

  - Género Anastomus
    - Anastomus oscitans
    - Anastomus lamelligerus

  - Género Ciconia
    - Ciconia abdimii
    - Ciconia episcopus
    - Ciconia stormi
    - Ciconia maguari
    - Ciconia boyciana
    - Ciconia ciconia
    - Ciconia nigra

  - Género Ephippiorhynchus
    - Ephippiorhynchus asiaticus
    - Ephippiorhynchus senegalensis

  - Género Jabiru
    - Jabiru mycteria

  - Género Leptoptilus
    - Leptoptilos javanicus
    - Leptoptilos dubius
    - Leptoptilos crumeniferus

## Fósiles relacionados
```
   Género 
Palaeoephippiorhynchus
 (fósil: Oligoceno temprano de Fayyum, Egipto)
   Género 
Grallavis
 (fósil: Mioceno temprano de Saint-Gérand-le-Puy, Francia, y Djebel Zelten, Libia) - puede ser el mismo que 
Prociconia

   Ciconiidae gen. et sp. indet. (Ituzaingó Mioceno tardío de Paraná, Argentina)
   Ciconiidae gen. et sp. indet. (Puerto Madryn Mioceno tardío de Punta Buenos Aires, Argentina)
   Género 
Prociconia
 (fósil: Pleistoceno tardío de Brasil) - puede pertenecer al género moderno 
Jabiru
 o 
Ciconia

   Género 
Pelargosteon
 (fósil: Pleistoceno temprano de Rumanía)
   Ciconiidae gen. et sp. indet. - anteriormente 
Aquilavus
/
Cygnus bilinicus
 (fósil: Mioceno temprano de Břešťany, República Checa)
   cf. 
Leptoptilos
 gen. et sp. indet. - antes 
L. siwalicensis
 (fósil: Mioceno tardío - Plioceno tardío de Siwalik, India)
   Ciconiidae gen. et sp. indet. (fósil: Pleistoceno tardío de la caverna de San Josecito, México)
```

Los géneros fósiles Eociconia (Eoceno medio de China) y Ciconiopsis (Oligoceno temprano de Deseado de Patagonia, Argentina) se suelen incluir provisionalmente en esta familia. Un fragmento fósil "ciconiiforme" de la Formación Touro Passo encontrado en Arroio Touro Passo (Rio Grande do Sul, Brasil) podría ser de la cigüeña de madera viva M. americana; tiene como mucho una edad del Pleistoceno tardío, unos 10.000 años. 
- Género Palaeoephippiorhynchus (fósil: Oligoceno temprano de Fayyum, Egipto)
- Género Grallavis (fósil: Mioceno temprano de Saint-Gérand-le-Puy, Francia, y Djebel Zelten, Libia) - puede ser el mismo que Prociconia
- Ciconiidae gen. et sp. indet. (Ituzaingó Mioceno tardío de Paraná, Argentina)[9][10][11]
- Ciconiidae gen. et sp. indet. (Puerto Madryn Mioceno tardío de Punta Buenos Aires, Argentina)[12][11]
- Género Prociconia (fósil: Pleistoceno tardío de Brasil) - puede pertenecer al género moderno Jabiru o Ciconia
- Género Pelargosteon (fósil: Pleistoceno temprano de Rumanía)
- Ciconiidae gen. et sp. indet. – - anteriormente Aquilavus/Cygnus bilinicus (fósil: Mioceno temprano de Břešťany, República Checa)
- cf. Leptoptilos gen. et sp. indet. – - antes 'L. siwalicensis (fósil: Mioceno tardío - Plioceno tardío de Siwalik, India)[13]
- Ciconiidae gen. et sp. indet. (fósil: Pleistoceno tardío de la caverna de San Josecito, México)[14]

Los géneros fósiles Eociconia (Eoceno medio de China) y Ciconiopsis (Oligoceno temprano de Deseado de Patagonia, Argentina) se suelen incluir provisionalmente en esta familia. Un fragmento fósil "ciconiiforme" de la Formación Touro Passo encontrado en Arroio Touro Passo (Rio Grande do Sul, Brasil) podría ser de la cigüeña de madera viva M. americana; tiene como mucho una edad del Pleistoceno tardío, unos 10.000 años.